# 狩獵旅行

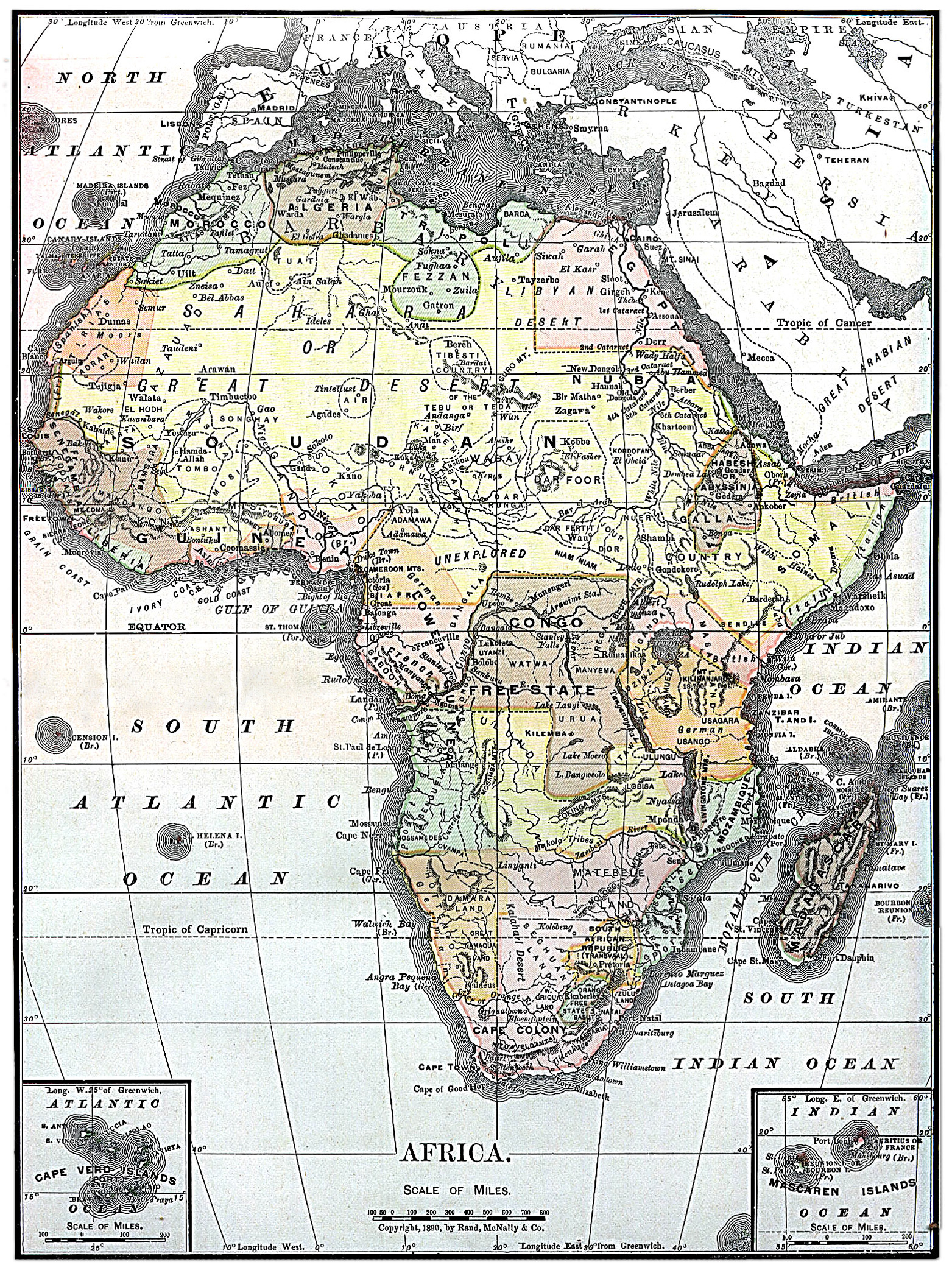
1890年的非洲地圖

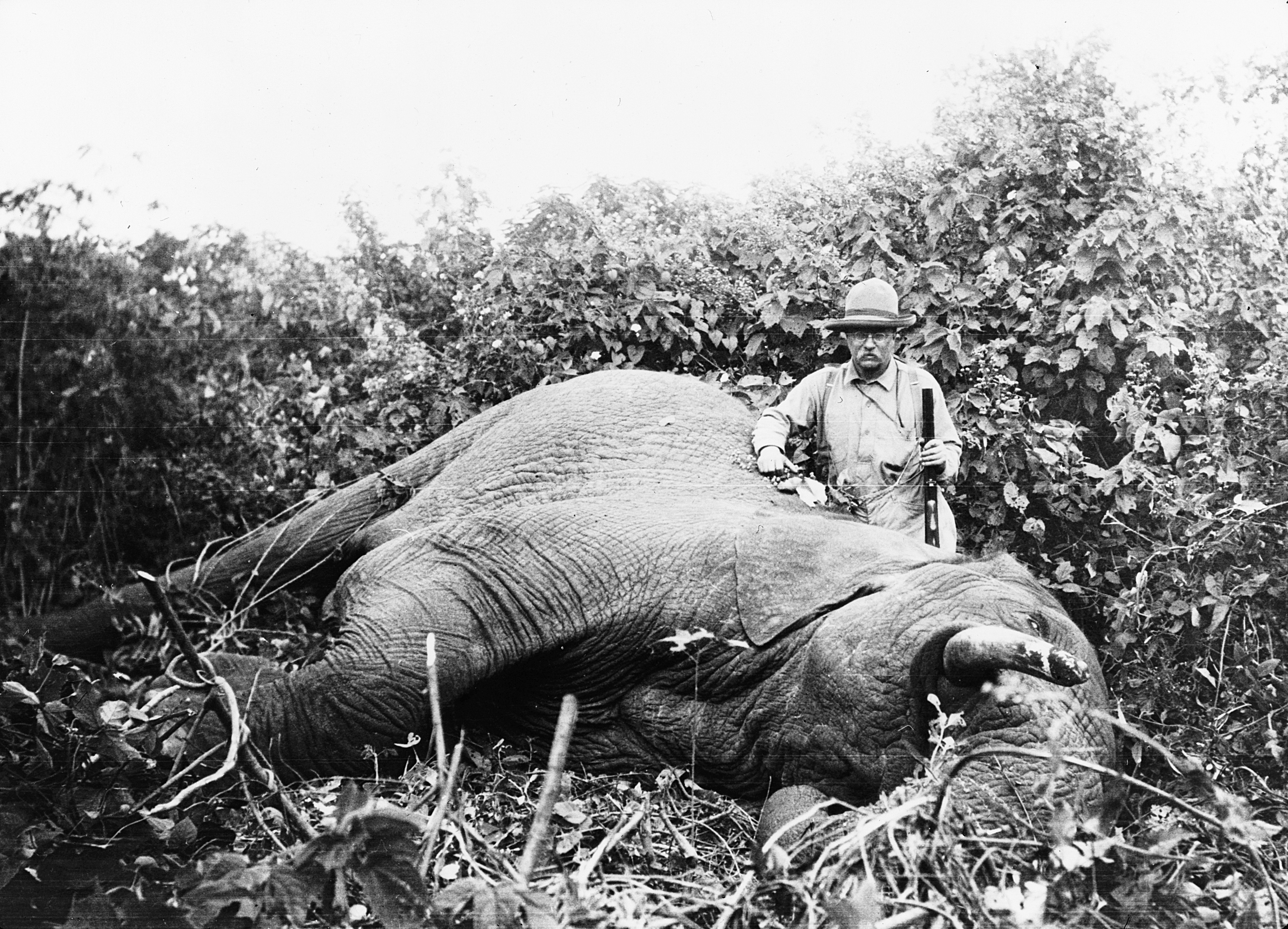
1909年時正參加狩獵旅行的西奧多·羅斯福和他獵到的大象。

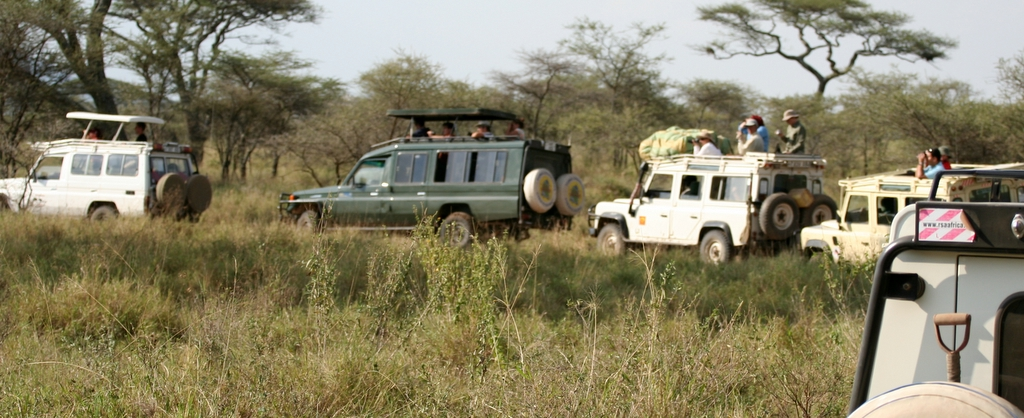
正在塞倫蓋提國家公園進行現代狩獵旅行的人。

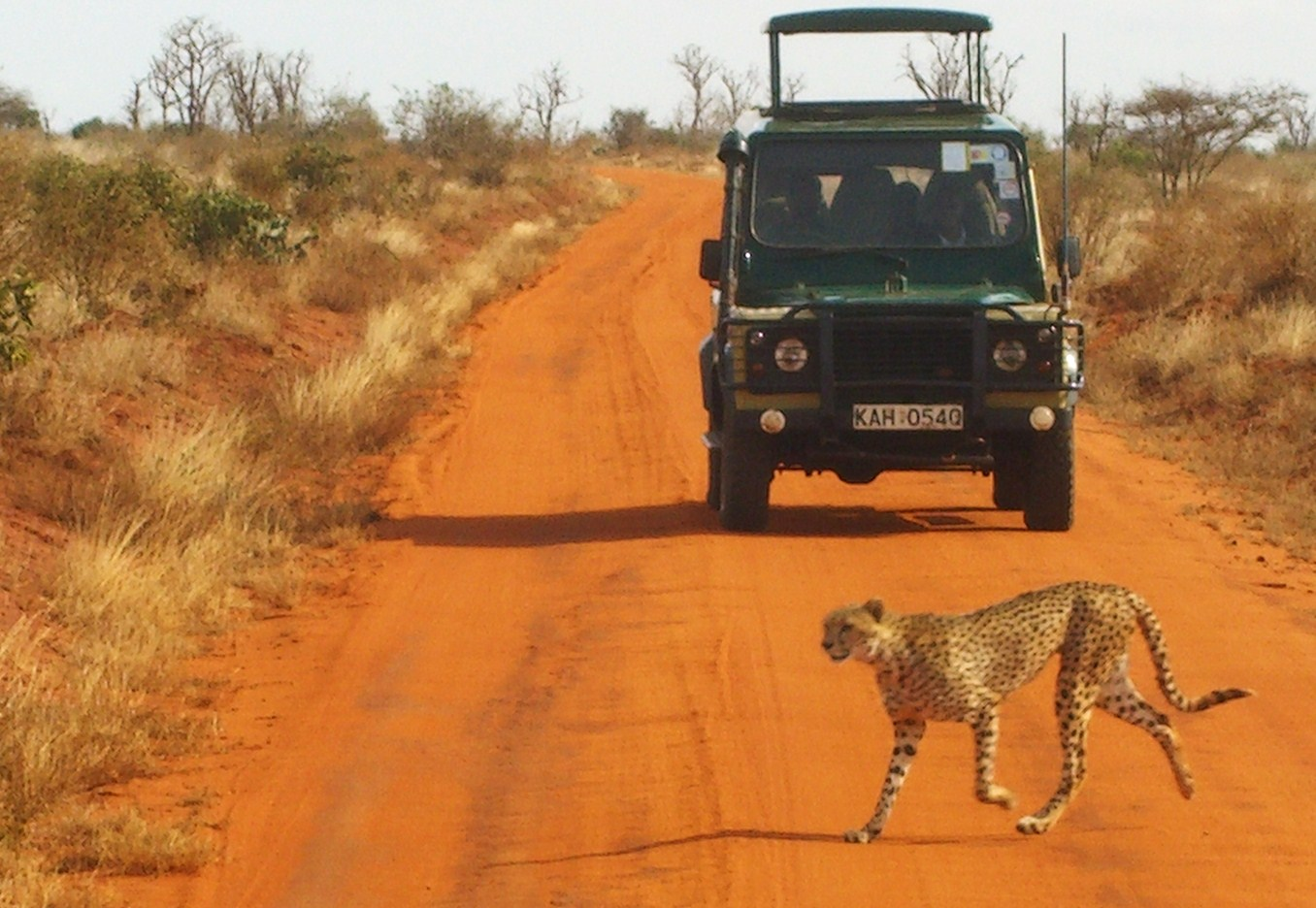
在肯亞東薩佛國家公園過馬路的豹和正在等待豹過馬路的現代狩獵旅行參加者。

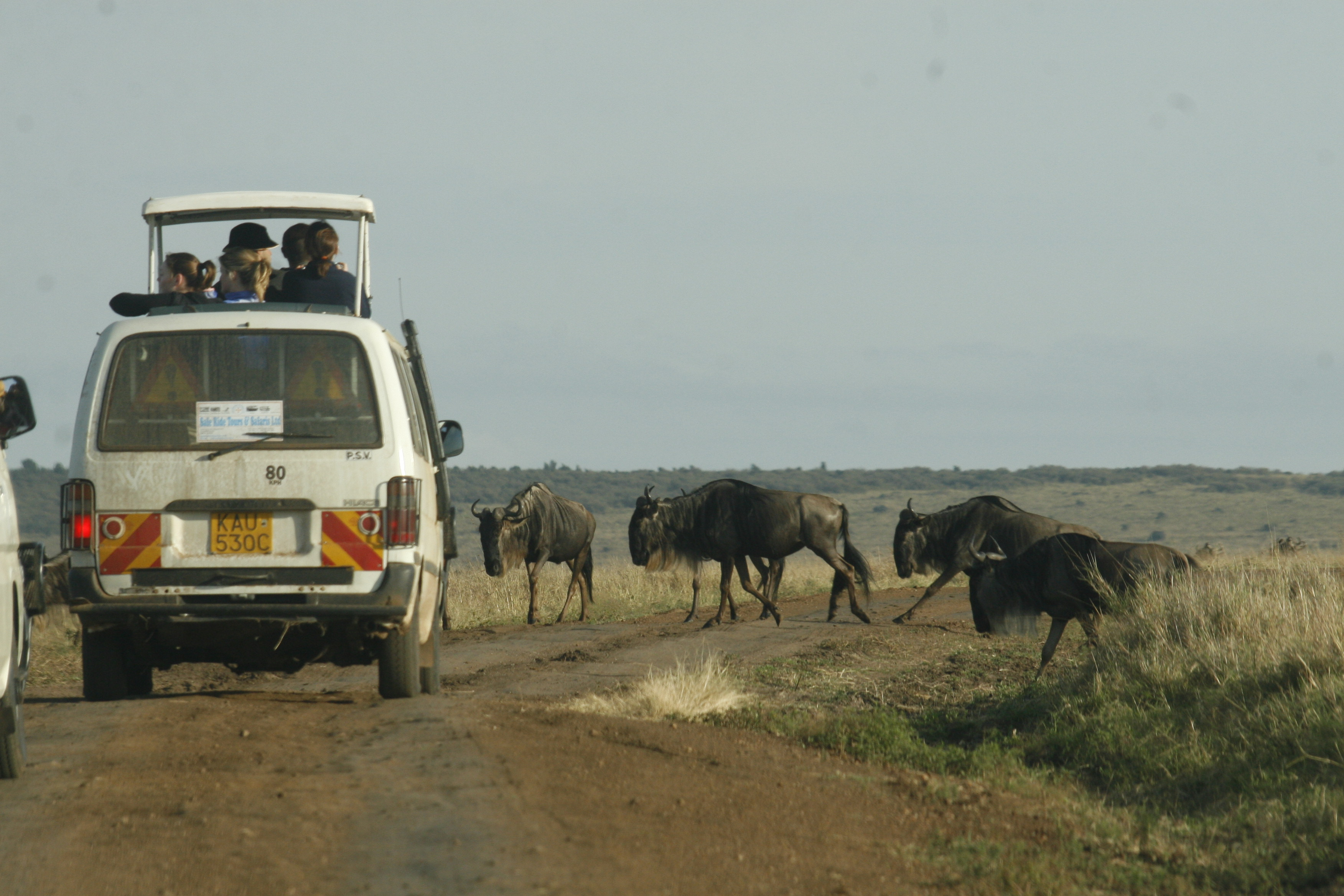
在肯亞進行現代狩獵旅行者。

狩獵旅行（英語：Safari；发音为/səˈfɑri/），或稱獵遊，是指在非洲大陸，進行狩獵或觀賞野生動物的一種旅行方式。

## 語源
本詞於19世紀晚期始出現於英語。safari於斯瓦希里語內為旅行之意，字源來自阿拉伯語同意詞 سفرة （safra）。斯瓦希里語內展開旅行為kusafiri，其名詞則為safari，可以指任何形式的旅行。
過去本詞通常是指到非洲進行非洲五霸的狩獵，而在生態旅遊流行後則是指進行野生動物的觀賞與攝影。而在廣大的園區內自由放養動物以再現自然環境的動物園，也被叫做野生動物園（safari park）。

## 流行文化中的狩獵旅行
一直以來以狩獵旅行為中心製作過相當多的冒險電影。
- 《大探險》（Trader Horn）：1931年上映，曾獲1930-31年奧斯卡獎最佳電影提名。
- 《人猿泰山》：1932年上映。
- 《桑給巴爾之路》（Road to Zanzibar）：1941年上映。
- 《蠻荒世界》（Jungle Jim）：1948年上映。
- 《叢林男孩邦巴》（Bomba the Jungle Boy）：1949年上映。
- 《荒唐歷險記》（Call Me Bwana）：1963年上映。
- 《裸殺萬里追》（The Naked Prey）：1966年上映。
- 《殘酷世界》（Africa Addio）：1966年上映。
- 《遠離非洲》（Out of Africa）：1985年上映，為1985-86年奧斯卡獎最佳影片。

## 對狩獵旅行外型的刻板印象
傳統概念上有著對狩獵旅行外型的刻板印象：穿戴卡其布服裝、牛仔夾克（又可稱部長裝，可參考狩獵夾克）、木髓帽（pith helmet）、垂邊軟帽（slouch hat）和豹皮等。

## Funga Safari
国王非洲步枪营（King's African Rifles）的團歌則為《Funga Safari》，（其意為暫停前進）。當肯亞自英國獨立後，《Funga Safari》則成為肯亞步槍團的團歌。

### 原文
Funga safari, funga safari.
Funga safari, funga safari.
Hamari ya nani? Hamari ya nani?
Hamari ya Bwana Kapteni,
Hamari ya keyaa.

### 英譯
Prepare to March, Prepare to March. 

Prepare to March, Prepare to March. 

On whose orders? On whose orders? 

On the order of the boss captain, 

On the order of the KAR.

### 中譯
准备前進！
准备前進！
誰的命令？誰的命令？
是隊長的命令，
是KAR的命令。

## 外部連結
- WorldBank: "Saving the safari industry" May 23,2006